# Tischtennis-Bundesliga 2016/17
Die Bundesliga 2016/17 war bei den Männern die 51. und bei den Frauen die 42. Spielzeit der höchsten deutschen Spielklasse im Tischtennis. Meister wurden Borussia Düsseldorf und ttc berlin eastside.

## Männer
Die Saison der Männer begann am 28. August, die Hauptrunde endete am 2. April 2017. Nachdem sich der TTC Hagen aus finanziellen Gründen zurückgezogen und kein Zweitligist eine Lizenz für die erste Bundesliga beantragt hatte, traten nur neun statt der vorgesehenen zehn Mannschaften an. Die besten vier Mannschaften nach Abschluss der regulären Saison nehmen an den Play-off-Runden teil, um den deutschen Meister zu ermitteln. Dabei fanden die Halbfinals erstmals im Best-of-Three-Modus und nicht mit Hin- und Rückspiel statt, wobei die in der Abschlusstabelle besser platzierte Mannschaft im ersten und möglichen dritten Spiel Heimrecht genoss. Durch den Beschluss, die Liga zur nächsten Saison auf 12 Mannschaften aufzustocken, musste kein Team absteigen. Der TSV Bad Königshofen stockte die Liga zur nächsten Saison wieder auf zehn Mannschaften auf.
Auf den Aufstieg in die 1. Bundesliga verzichtete TTC Jülich (Zweiter 2. BL).

### Saisonverlauf

#### Play-off-Plätze
Für die ersten sieben Spieltage standen – teilweise mit gleicher Punkt-, Spiel- und Satzdifferenz – der TTC RhönSprudel Fulda-Maberzell und die TTF Liebherr Ochsenhausen auf den ersten beiden Positionen, dies waren auch die beiden einzigen Teams, die im gesamten Saisonverlauf nie unter Platz drei zurückfielen und immer auf einem Play-off-Platz standen. Die jeweils erste Niederlage gab es für Fulda am fünften Spieltag gegen Mühlhausen und für Ochsenhausen am achten Spieltag gegen Fulda. Borussia Düsseldorf, mit einem spielfreien Tag und einer Niederlage gegen Ochsenhausen gestartet, fand sich vorerst auf dem siebten Rang wieder, darauf folgten aber zwölf Siege in Folge, sodass der Verein am achten Spieltag die Tabellenspitze erobern und bis zum Ende verteidigen konnte. Saarbrücken, dessen Spitzenspieler Apolónia in der vergangenen Saison zu den besten Spielern gehört hatte, diesmal aber mit einer 0:6-Bilanz startete, stand kurzzeitig auf Rang fünf und für einen Spieltag auf Rang drei, meist aber auf dem vierten Platz, der am vorletzten Spieltag endgültig gesichert werden konnte. Zu Saisonbeginn hatten auch Bergneustadt, Grünwettersbach und Grenzau kurzzeitig einen Play-off-Platz inne, ab dem sechsten Spieltag waren die vorderen vier Plätze aber stets von denselben Mannschaften besetzt.

#### Mittelfeld
Das Mittelfeld bestand hauptsächlich aus dem TTC Schwalbe Bergneustadt, der vom siebten Spieltag an durchgehend den fünften Platz belegte, Mühlhausen und Grünwettersbach, kurzzeitig lagen neben Düsseldorf und Saarbrücken auch Bremen und Grenzau auf den Plätzen fünf bis sieben. Bergneustadts Rückstand auf den vierten Play-off-Rang betrug zeitweise nur zwei Punkte, und bis zum vorletzten Spieltag bestanden noch Chancen darauf. Eine deutliche 0:3-Niederlage gegen den Konkurrenten Saarbrücken machte den Rückstand allerdings uneinholbar, am Ende lagen sechs Punkte zwischen den Plätzen vier und fünf. Grünwettersbach stand durch zwei Siege aus den ersten drei Spielen kurzzeitig auf den Play-off-Rängen, rutschte dann aber bis auf Platz acht ab. Durch Siege über die Spitzenreiter Düsseldorf und Ochsenhausen am Saisonende eroberte das Team noch Platz sechs von Mühlhausen, dem neben Bremen einzigen Team, das zu keinem Zeitpunkt einen Play-off-Rang innegehabt hatte, das sich aber ab dem vierten Spieltag weitgehend ungefährdet auf Platz sechs oder sieben, für einen Spieltag sogar auf Platz fünf befand.

#### Tabellenende
Durch die geplante Aufstockung der Liga auf zwölf Mannschaften war klar, dass kein Team würde absteigen müssen. Auf dem letzten Rang lagen kurzzeitig Mühlhausen und Bremen, ab dem fünften Spieltag aber nur noch der TTC Zugbrücke Grenzau, dem mit fast komplett neu aufgestellter Mannschaft nur zwei Siege – am zweiten und 14. Spieltag gegen Grünwettersbach und Bremen – gelangen. Bremens Spitzenspieler Steger misslang der Einstieg mit einer 1:6-Bilanz in der Vorrunde, bevor er verletzungsbedingt monatelang pausieren musste, sodass sich das Team den größten Teil der Saison über auf dem achten Platz befand und nur vier Siege erreichte. Die Inhaber der letzten beiden Ränge standen somit bereits mehrere Spieltage vor Saisonende fest, auch wenn Bremen den Abstand auf Mühlhausen schließlich noch auf zwei Punkte verkürzen konnte.

### Abschlusstabelle
| Pl. | Mannschaft                      | Bgn. | S  | N  | Spiele | Sätze   | Punkte |
| --- | ------------------------------- | ---- | -- | -- | ------ | ------- | ------ |
| 1   | Borussia Düsseldorf (M, P)      | 16   | 14 | 2  | 44:16  | 154:84  | 28:4   |
| 2   | TTF Liebherr Ochsenhausen       | 16   | 11 | 5  | 42:24  | 152:112 | 22:10  |
| 3   | TTC RhönSprudel Fulda-Maberzell | 16   | 11 | 5  | 37:25  | 134:110 | 22:10  |
| 4   | 1. FC Saarbrücken               | 16   | 11 | 5  | 37:28  | 132:122 | 22:10  |
| 5   | TTC Schwalbe Bergneustadt       | 16   | 8  | 8  | 35:35  | 140:135 | 16:16  |
| 6   | ASV Grünwettersbach             | 16   | 6  | 10 | 28:35  | 119:129 | 12:20  |
| 7   | Post SV Mühlhausen              | 16   | 5  | 11 | 28:41  | 114:149 | 10:22  |
| 8   | SV Werder Bremen                | 16   | 4  | 12 | 20:41  | 99:144  | 8:24   |
| 9   | TTC Zugbrücke Grenzau           | 16   | 2  | 14 | 18:44  | 86:145  | 4:28   |

| Zum Saisonende 2016/17: |                                                |
|                         | Play-Off                                       |
| Zum Saisonende 2015/16: |                                                |
| (M)                     | Meister der Vorsaison: Borussia Düsseldorf     |
| (P)                     | Pokalsieger der Vorsaison: Borussia Düsseldorf |

### Kreuztabelle
Die Kreuztabelle stellt die Ergebnisse aller Spiele dieser Saison dar. Die Heimmannschaft ist in der linken Spalte, die Gastmannschaft in der oberen Zeile aufgelistet. Insgesamt gab es 37 Heim- und 35 Auswärtssiege.
| 2016/17                         | TTC RhönSprudel Fulda-Maberzell | 1. FC Saarbrücken-Tischtennis | TTF Liebherr Ochsenhausen | D   | GM  | SV Werder Bremen | TTC Zugbrücke Grenzau | Post SV Mühlhausen 1951 | GW  |
| ------------------------------- | ------------------------------- | ----------------------------- | ------------------------- | --- | --- | ---------------- | --------------------- | ----------------------- | --- |
| TTC RhönSprudel Fulda-Maberzell |                                 | 3:1                           | 3:2                       | 0:3 | 1:3 | 3:0              | 3:1                   | 3:1                     | 3:0 |
| 1. FC Saarbrücken               | 3:2                             |                               | 0:3                       | 1:3 | 2:3 | 3:1              | 3:1                   | 3:2                     | 3:1 |
| TTF Liebherr Ochsenhausen       | 2:3                             | 2:3                           |                           | 3:1 | 3:2 | 3:0              | 3:0                   | 3:1                     | 3:0 |
| Borussia Düsseldorf             | 3:0                             | 3:0                           | 3:2                       |     | 3:1 | 3:0              | 3:1                   | 3:1                     | 1:3 |
| TTC Schwalbe Bergneustadt       | 1:3                             | 0:3                           | 2:3                       | 1:3 |     | 3:1              | 3:0                   | 2:3                     | 2:3 |
| SV Werder Bremen                | 0:3                             | 1:3                           | 1:3                       | 0:3 | 2:3 |                  | 3:0                   | 3:2                     | 3:1 |
| TTC Zugbrücke Grenzau           | 1:3                             | 1:3                           | 2:3                       | 0:3 | 1:3 | 3:1              |                       | 2:3                     | 3:1 |
| Post SV Mühlhausen              | 3:1                             | 1:3                           | 0:3                       | 2:3 | 2:3 | 3:1              | 3:2                   |                         | 0:3 |
| ASV Grünwettersbach             | 1:3                             | 1:3                           | 3:1                       | 1:3 | 2:3 | 2:3              | 3:0                   | 3:1                     |     |

### Tabellenverlauf
Wegen der ungeraden Zahl der spielenden Mannschaften setzte an jedem Spieltag der Reihe nach eine Mannschaft aus, was beim Betrachten dieser Statistiken berücksichtigt werden muss. So hatte Düsseldorf am ersten Spieltag spielfrei und belegte damit vorerst zwangsläufig den fünften Platz. Die Reihenfolge des Aussetzens ist Düsseldorf, Bremen, Saarbrücken, Bergneustadt, Grünwettersbach, Mühlhausen, Fulda, Grenzau, Ochsenhausen.
|                                 | 1 | 2 | 3  | 4 | 5 | 6  | 7 | 8 | 9 | 10 | 11 | 12 | 13 | 14 | 15 | 16 | 17 | 18 |
| ------------------------------- | - | - | -- | - | - | -- | - | - | - | -- | -- | -- | -- | -- | -- | -- | -- | -- |
| TTC RhönSprudel Fulda-Maberzell | 2 | 1 | 1  | 1 | 1 | 12 | 2 | 2 | 3 | 3  | 3  | 4  | 3  | 3  | 3  | 3  | 2  | 3  |
| 1. FC Saarbrücken-Tischtennis   | 4 | 5 | 5  | 4 | 5 | 4  | 4 | 4 | 4 | 4  | 4  | 3  | 4  | 4  | 4  | 4  | 4  | 4  |
| TTF Liebherr Ochsenhausen       | 1 | 2 | 21 | 2 | 2 | 2  | 1 | 3 | 2 | 2  | 2  | 2  | 2  | 2  | 2  | 2  | 3  | 2  |
| D                               | 5 | 7 | 4  | 3 | 3 | 3  | 3 | 1 | 1 | 1  | 1  | 1  | 1  | 1  | 1  | 1  | 1  | 1  |
| GM                              | 7 | 3 | 6  | 6 | 7 | 7  | 5 | 5 | 5 | 5  | 5  | 5  | 5  | 5  | 5  | 5  | 5  | 5  |
| SV Werder Bremen                | 8 | 8 | 8  | 9 | 8 | 8  | 8 | 7 | 7 | 8  | 8  | 8  | 8  | 8  | 8  | 8  | 8  | 8  |
| TTC Zugbrücke Grenzau           | 9 | 4 | 7  | 8 | 9 | 9  | 9 | 9 | 9 | 9  | 9  | 9  | 9  | 9  | 9  | 9  | 9  | 9  |
| Post SV Mühlhausen 1951         | 6 | 9 | 9  | 7 | 6 | 5  | 6 | 6 | 6 | 6  | 6  | 7  | 6  | 6  | 7  | 7  | 7  | 7  |
| GW                              | 3 | 6 | 3  | 5 | 4 | 6  | 7 | 8 | 8 | 7  | 7  | 6  | 7  | 7  | 6  | 6  | 6  | 6  |

1, 2: Punkt-, Spiel- und Satzdifferenz gleich. 1: Balldifferenz Fulda +62, Ochsenhausen +58; 2: Balldifferenz Fulda +128, Ochsenhausen +81

### Play-offs
Die Halbfinals fanden zwischen dem 9. und 30. April statt, das Finale am 10. Juni in der Fraport Arena in Frankfurt am Main. Durch einen Finalsieg über Fulda wurde Borussia Düsseldorf zum 29. Mal deutscher Meister.

|  | Halbfinale | Halbfinale          | Halbfinale          | Halbfinale | Halbfinale                |   |                     | Finale in Frankfurt | Finale in Frankfurt | Finale in Frankfurt |
|  |            |                     |                     |            |                           |   |                     |                     |                     |                     |
|  | 1          | Borussia Düsseldorf | 3                   | 1          | 3                         |   |                     |                     |                     |                     |
|  | 4          | 1. FC Saarbrücken   | 1                   | 3          | 0                         |   |                     |                     |                     |                     |
|  | 4          | 1. FC Saarbrücken   | 1                   | 3          | 0                         | 1 | Borussia Düsseldorf | 3                   |                     |                     |
|  |            |                     |                     |            |                           | 1 | Borussia Düsseldorf | 3                   |                     |                     |
|  |            | 3                   | TTC Fulda-Maberzell | 0          |                           |   |                     |                     |                     |                     |
|  | 2          | 3                   | TTC Fulda-Maberzell | 0          | TTF Liebherr Ochsenhausen | 0 | 1                   |                     |                     |                     |
|  | 2          |                     |                     |            | TTF Liebherr Ochsenhausen | 0 | 1                   |                     |                     |                     |
|  | 3          | TTC Fulda-Maberzell | 3                   | 3          |                           |   |                     |                     |                     |                     |

## Frauen
Die Saison der Frauen begann am 17. September und endete am 30. April 2017. Meister wurde zum vierten Mal hintereinander der ttc berlin eastside. Da sich kein Zweitligist zum Aufstieg bereiterklärte und sich der TSV Schwabhausen zurückzog, bestand die Liga in der Saison 2016/17 nur aus neun Mannschaften. Die Vereine TUSEM Essen, TTV Hövelhof und LTTV Leutzscher Füchse 1990 zogen sich nach Saisonende zurück, während nur der TTK Anröchte aufsteigen will, sodass die Bundesliga in der Saison 2017/18 nur aus sieben Mannschaften bestehen wird.
Auf den Aufstieg in die 1. Bundesliga verzichtete TSV Schwabhausen (Meister 2. BL).

### Tabellen
| Pl. | Mannschaft                   | Bgn. | S | U | N | Spiele | +/- | Punkte |
| --- | ---------------------------- | ---- | - | - | - | ------ | --- | ------ |
| 1   | ttc berlin eastside (M, P)   | 8    | 8 | 0 | 0 | 48:8   | +40 | 16:0   |
| 2   | SV DJK Kolbermoor            | 8    | 7 | 0 | 1 | 42:19  | +23 | 14:2   |
| 3   | TTG Bingen/Münster-Sarmsheim | 8    | 5 | 1 | 2 | 39:31  | +8  | 11:5   |
| 4   | TUSEM Essen                  | 8    | 4 | 0 | 4 | 34:31  | +3  | 8:8    |
| 5   | TuS Bad Driburg              | 8    | 3 | 2 | 3 | 34:39  | −5  | 8:8    |
| 6   | TTV Hövelhof                 | 8    | 4 | 0 | 4 | 28:37  | −9  | 8:8    |
| 7   | SV Böblingen                 | 8    | 2 | 0 | 6 | 34:41  | −7  | 4:12   |
| 8   | TV Busenbach                 | 8    | 0 | 2 | 6 | 22:46  | −24 | 2:14   |
| 9   | LTTV Leutzscher Füchse 1990  | 8    | 0 | 1 | 7 | 18:47  | −29 | 1:15   |

| Pl. | Mannschaft                   | Bgn. | S  | U | N  | Spiele | +/- | Punkte |
| --- | ---------------------------- | ---- | -- | - | -- | ------ | --- | ------ |
| 1   | ttc berlin eastside (M, P)   | 16   | 15 | 1 | 0  | 95:24  | +71 | 31:1   |
| 2   | SV DJK Kolbermoor            | 16   | 12 | 1 | 3  | 82:44  | +38 | 25:7   |
| 3   | TTG Bingen/Münster-Sarmsheim | 16   | 9  | 2 | 5  | 78:68  | +10 | 20:12  |
| 4   | SV Böblingen                 | 16   | 8  | 1 | 7  | 77:68  | +9  | 17:15  |
| 5   | TTV Hövelhof                 | 16   | 6  | 2 | 8  | 62:72  | −10 | 14:18  |
| 6   | TV Busenbach                 | 16   | 5  | 2 | 9  | 57:72  | −15 | 12:20  |
| 7   | TUSEM Essen                  | 16   | 4  | 3 | 9  | 57:76  | −19 | 11:21  |
| 8   | TuS Bad Driburg              | 16   | 4  | 2 | 10 | 54:84  | −30 | 10:22  |
| 9   | LTTV Leutzscher Füchse 1990  | 16   | 1  | 2 | 13 | 37:91  | −54 | 4:28   |

| Zum Saisonende 2016/17: |                                                                 |
|                         | Meister: ttc berlin eastside                                    |
|                         | Abstieg: TTV Hövelhof, TUSEM Essen, LTTV Leutzscher Füchse 1990 |
| Zum Saisonende 2015/16: |                                                                 |
| (M)                     | Meister der Vorsaison: ttc berlin eastside                      |
| (P)                     | Pokalsieger der Vorsaison: ttc berlin eastside                  |

### Kreuztabelle
Die Kreuztabelle stellt die Ergebnisse aller Spiele dieser Saison dar. Die Heimmannschaft ist in der linken Spalte, die Gastmannschaft in der oberen Zeile aufgelistet.
| 2016/17                      | B   | KM  | DB  | BIN | E   | HÖ  | BÖ  | BB  | L   |
| ---------------------------- | --- | --- | --- | --- | --- | --- | --- | --- | --- |
| ttc berlin eastside          |     | 5:5 | 6:1 | 6:3 | 6:0 | 6:0 | 6:2 | 6:0 | 6:0 |
| SV DJK Kolbermoor            | 0:6 |     | 6:3 | 6:2 | 6:2 | 6:1 | 6:4 | 6:1 | 6:1 |
| TuS Bad Driburg              | 1:6 | 2:6 |     | 3:6 | 6:4 | 1:6 | 3:6 | 5:5 | 6:4 |
| TTG Bingen/Münster-Sarmsheim | 2:6 | 6:4 | 5:5 |     | 6:4 | 6:3 | 6:4 | 3:6 | 6:0 |
| TUSEM Essen                  | 1:6 | 2:6 | 3:6 | 5:5 |     | 6:1 | 6:3 | 6:2 | 5:5 |
| TTV Hövelhof                 | 4:6 | 1:6 | 6:3 | 2:6 | 5:5 |     | 6:4 | 4:6 | 6:2 |
| SV Böblingen                 | 4:6 | 6:1 | 3:6 | 6:4 | 6:1 | 5:5 |     | 6:1 | 6:4 |
| TV Busenbach                 | 0:6 | 1:6 | 6:0 | 4:6 | 6:1 | 4:6 | 4:6 |     | 6:0 |
| LTTV Leutzscher Füchse 1990  | 1:6 | 1:6 | 6:3 | 4:6 | 1:6 | 0:6 | 3:6 | 5:5 |     |